# Eddie the Head
Eddie the Head er Iron Maidens maskot.
Eddie er vist på næsten alle Iron Maidens albums. 
Eddie er nogle gange vist med hår og andre gange uden, og hans kranie er desuden skruet sammen med skruer, dog kun på nogle af albummerne. Han bliver altid vist i makabre situationer, blandt andet på The Reincarnation of Benjamin Breeg, som er fra A Matter of Life and Death. Eddie er nogle gange oppe på scenen, når de spiller liveshows.
| Musik | Spire Denne musikartikel er en spire som bør udbygges. Du er velkommen til at hjælpe Wikipedia ved at udvide den. |